# Снежник
Снежни́к — неподвижное скопление снега в местах, защищённых от ветра и солнца, ниже снеговой линии, сохраняющееся после стаивания окружающего снежного покрова (сезонный снежник) или не тающее в течение всего года (постоянный снежник, переле́ток). Весенние снежники типичны для всей зоны умеренного климата в области распространения устойчивого снежного покрова; летние снежники и перелетки типичны для полярных и горных областей. Длительность существования снежника зависит от того, насколько он укрыт от прямых солнечных лучей, поэтому снежники часты в условиях расчленённого рельефа, например на северных (в Cеверном полушарии) склонах гор и холмов или в глубоких оврагах и ущельях.

На поверхности снежника в июне. Хабаровский край, предгорья хребта Сунтар-Хаята

Скопление снега, образующее снежник, может возникнуть вследствие переноса снега метелями (навеянные снежники) или в результате схода лавины (лавинные снежники). В результате многократного подтаивания и замерзания, а также вследствие перекристаллизации в толще снежника образуется фирн.
Снежник, залегающий во впадине, создаёт условия для морозного выветривания краёв впадины, которая в результате этого со временем растёт (с увеличением крутизны боковых стенок), а на её дне образуется плоский слой мелкозёма. Холмы и сопки из песчано-глинистого материала могут быть постепенно разрушены снежником, залегающим на затенённом склоне; от холма остаётся подковообразная возвышенность характерной формы. В начале такого процесса снежник увеличивает крутизну северного склона, постепенно «подрубая» его. Таким образом, снежники в областях их распространения являются активным геоморфологическим фактором; их воздействие на рельеф называется нивацией. Формы рельефа, созданные при многолетнем воздействии снежников, называются нивальными.
Снежники являются одним из существенных источников питания многих горных рек в летнее время.